# Осипов, Роберт
Роберт Осипов (эст. Robert Ossipov; 2 июля 2003, Таллин, Эстония) — эстонский и финский хоккеист, защитник.

## Биография
Начинал заниматься хоккеем на родине в системе клуба «Пантер». Затем в 2014 году переехал в Финляндию, где продолжил обучаться игре. Играл в составе команды "Сайпа" до окончания сезона 2018-2019. В сезонах 2016-2017 и 2017-2018 признавался лучшим защитником команды юниоров U16. 
С сезона 2019-2020 играл в молодежном составе команды «Пеликанс», где в сезоне 2020-2021 был признан лучшим защитником сезона юниорского клуба "Пеликанс".
В 2023 году заключил контракт с коллективом Альпийской хоккейной лиги «Брегенцервальд». Вместе с Осиповым за него в сезоне 2023-2024 также выступали  его соотечественники Даниил Кулинцев и Эрик Эмбрих, а тренировал команду бывший наставник эстонской сборной Юсси Тупамяки. В настоящее время контракт с командой "Брегенцервальд" до конца сезона 2024-2025.

### Сборная
Впервые за сборную Эстонии Роберт Осипов сыграл осенью 2023 года в рамках «Балтийского кубка» по хоккею. Всего на дебютном турнире он провел за нее три игры.
Затем последовало выступление за сборную Эстонии в Олимпийской квалификации и на чемпионате мира по хоккею в группе I B.